# 현대제철로
현대제철로(Hyeondaejecheol-ro) 충청남도 당진시 송악읍 송악교차로에서 당진시 송산면 성구미삼거리를 잇는 도로이다.

## 주요 경유지
충청남도
- 당진시 (송악읍 - 송산면)

## 노선
전 구간 지방도 제633호선에 속하므로 이에 대한 별도 표기는 생략한다.
| 이름                   | 접속 노선                  | 소재지        | 소재지        | 비고          |
| 반촌로와 직결          | 반촌로와 직결              | 반촌로와 직결 | 반촌로와 직결 | 반촌로와 직결 |
| ---------------------- | -------------------------- | ------------- | ------------- | ------------- |
| 송악 교차로            | 반촌로                     | 당진시        | 송악읍        |               |
| 가학 교차로 (가학IC교) | 지방도 제619호선 (송악로)  | 당진시        | 송악읍        |               |
| 부곡 교차로 (부곡IC교) | 거북미길                   | 당진시        | 송산면        |               |
| 송산 교차로 (송산IC교) |                            | 당진시        | 송산면        |               |
| 삼월1교                |                            | 당진시        | 송산면        |               |
| 삼월2교                |                            | 당진시        | 송산면        |               |
| 무수 교차로            | 무수로                     | 당진시        | 송산면        |               |
| 유곡2 교차로           | 서정로                     | 당진시        | 송산면        |               |
| 유곡1 교차로           | 유곡로                     | 당진시        | 송산면        |               |
| 가곡1 교차로           | 유곡로                     | 당진시        | 송산면        |               |
| 가곡 교차로            | 국도 제38호선 (북부산업로) | 당진시        | 송산면        |               |
| 성구미 교차로          |                            | 당진시        | 송산면        |               |
| 성구미삼거리           | 석문방조제로               | 당진시        | 송산면        |               |
| 석문방조제로와 직결    |                            |               |               |               |

## 주요 시설및 건물
- S-OIL 대상에너지주유소 (현대제철로 256/상거리 97-2)
- GS칼텍스 송산산단주유소 (현대제철로 820/가곡리 655)